# NK Dragovoljac Poličnik
NK Dragovoljac je nogometni klub iz Poličnika, mjesta kod Zadra. U sezoni 2022./23. se natječe u 1. županijskoj nogometnoj ligi Zadarskoj.